# Fender Custom Shop NoNeck Stratocaster
Fender Custom Shop NoNeck Stratocaster je model Stratocaster iz '60ih proizveden 2006. godine, u suradnji s trgovinom The Music Zoo. Model je dizajniran s nešto većim obimom glave vrata (od standardnog Stratocastera), a vrat koji je podsjećao na "bejzbol palicu" bio je kopiran od modela 51 Nocaster, drugog (također Noneck) fenderovog modela iz Fender Custom Shopa. Modeli su proizvedeni u liniji "NOS" (nove, stare zalihe), Heavy Relic i Team Built and Masterbuilt, stime da je većina "Noneck" modela ugrađena u Team Built Heavy Relics liniju. 

## Vanjske poveznice
- "Fender Custom Shop službena stranica"